# Йонел Гане
Йонел Гане (рум. Ionel Gane; нар. 12 жовтня 1971, Дренік) — румунський футболіст, нападник клубу «Арджеш». По завершенні ігрової кар'єри — тренер. З 2022 року входить до тренерського штабу збірної Румунії.
Виступав, зокрема, за клуби «Університатя» (Крайова) та «Осасуна», а також національну збірну Румунії.
Володар Кубка Румунії. Чемпіон Швейцарії.

## Клубна кар'єра
Народився 12 жовтня 1971 року в місті Дренік. Вихованець футбольної школи клубу «Університатя» (Крайова). Дорослу футбольну кар'єру розпочав 1988 року в основній команді того ж клубу, в якій провів вісім сезонів, взявши участь у 115 матчах чемпіонату. 
Протягом 1991—1992 років захищав кольори клубу «Електропутере» (Крайова).
Своєю грою за останню команду привернув увагу представників тренерського штабу клубу «Осасуна», до складу якого приєднався 1996 року. Відіграв за клуб з Памплони наступні два сезони своєї ігрової кар'єри.
Згодом з 1998 по 2006 рік грав у складі команд «Динамо» (Бухарест), «Санкт-Галлен», «Грассгоппер», «Університатя» (Крайова), «Тяньцзінь Цзіньмень Тайгер», «Рапід» (Бухарест), «Бохум» та «Університатя» (Крайова). Протягом цих років виборов титул чемпіона Швейцарії.
До складу клубу «Арджеш» приєднався 2006 року. Станом на 2022 року відіграв за команду з Пітешті 7 матчів в національному чемпіонаті.

## Виступи за збірну
У 1992 році дебютував в офіційних матчах у складі національної збірної Румунії.

## Кар'єра тренера
Розпочав тренерську кар'єру невдовзі по завершенні кар'єри гравця, 2009 року, очоливши тренерський штаб клубу «Університатя» (Крайова).
Протягом тренерської кар'єри також очолював команди «ЧФР Крайова», «Турну-Северин», «Корона» (Брашов), «КС Університатя» та «Петролул», а також входив до тренерських штабів клубів «Брашов», «Турну-Северин», «Динамо» (Бухарест) та збірної Румунії.
З 2022 року входить до тренерського штабу збірної Румунії.

## Титули і досягнення
- Володар Кубка Румунії (1):

«Університатя» (Крайова): 1992-1993
- Чемпіон Швейцарії (1):

«Санкт-Галлен»: 1999-2000